# Петровське (Ішимбайський район)
Петро́вське (рос. Петровское, башк. Петровский) — село у складі Ішимбайського району Башкортостану, Росія. Адміністративний центр Петровської сільської ради.
Населення — 2580 осіб (2010; 2759 в 2002).
Національний склад:
- росіяни — 55%
- башкири — 29%

## Відомі люди
- Недошивін Веніамін Георгійович — Герой Радянського Союзу.